# Montiglio Monferrato
Montiglio Monferrato é uma comuna italiana da região do Piemonte, província de Asti, com cerca de 1.746 habitantes. Estende-se por uma área de 26 km², tendo uma densidade populacional de 67 hab/km². Faz fronteira com Cocconato, Cunico, Murisengo (AL), Piovà Massaia, Robella, Montechiaro d'Asti, Tonco, Villa San Secondo, Villadeati (AL).

## Demografia
| Variação demográfica do município entre 1861 e 2011                               |
|                                                                                   |
| Fonte: Istituto Nazionale di Statistica (ISTAT) - Elaboração gráfica da Wikipedia |